# Giuseppe Traverso
Giuseppe Traverso (Rivarolo Ligure, 7 agosto 1910 – Genova, 28 aprile 1999) è stato un allenatore di calcio e calciatore italiano, di ruolo portiere.

## Carriera

### Calciatore
Cresce nel Genova 1893, club con il quale esordisce in prima squadra il 1º novembre 1933 in Serie A nell'incontro casalingo contro il Bologna terminato 1-0 per i rossoblu. 
Sostituisce Ugo Amoretti, il portiere titolare del Grifone anche per i tre incontri successivi con buoni risultati finché non incappa in un infortunio nel match di Torino del 19 novembre 1933 al 66' contro la Juventus. Il match termina con una débâcle del club genovese, che perde 8-1, mentre Traverso rivedrà il campo il 1º aprile 1934 nella sconfitta esterna contro il Brescia. 
La compagine rossoblu retrocede al termine della stagione retrocede in Serie B, e anche in serie cadetta non trova molto più impiego, essendo il secondo del titolare inamovibile Manlio Bacigalupo, riuscendo a scendere in campo solo nella sconfitta casalinga per 2-1 contro il Novara.
Nel 1935 passa alla Sanremese, club con il quale il 26 dicembre 1935, incontra nuovamente la Juventus in Coppa Italia subendo questa volta quattro gol.
Sempre con il club ligure avrebbe conquistato una storica promozione in serie B nel 1936 se la finale promozione contro lo Spezia, terminata 1 a 0 a favore della Sanremese non fosse stata annullata per un contenzioso sulla regolarità del gol biancoazzurro e la compagine di Sanremo non si fosse rifiutata di ripetere il match. 
A Sanremo rimane due anni, tornando nel 1937 al Genova 1893 non scendendo mai in campo.
Nel 1938 è tra le file del Pisa in Serie B, dove rimane due stagioni.
Lasciata Pisa, si trasferisce alla Salernitana dove gioca tre stagioni.
Al termine della seconda guerra mondiale, Traverso rimane in Campania, trovando ingaggio alla Nocerina. Con i molossi rimane quattro anni, raggiungendo nel 1947 anche la Serie B, benché non fosse più il titolare fisso. Nella stagione 1948-49 riveste anche il ruolo di allenatore della squadra, prima di essere sostituito da Renato Tofani.
Lasciata la Campania, torna in Liguria per terminare la carriera nel club del suo quartiere d'origine, la Rivarolese.

### Allenatore
«La Gazzetta dello Sport», nel 1958, riporta che Traverso era «stato per tanti anni ad allenatore squadre nel Meridione», prima di tornare in Liguria per guidare «il Varazze per due terzi del torneo» 1957-1958 e di essere assunto dalla Rivarolese come allenatore per la stagione successiva.

## Palmarès

### Club

#### Competizioni nazionali
- Serie C: 2

Salernitana: 1942-1943
Nocerina: 1946-1947